# Martin PBM Mariner
Мартин «Маринер», Мартин 162 (англ. Martin Mariner) — тип двухмоторной летающей лодки, разработанный по заказу ВМС США как бомбардировщик, противолодочный и спасательный самолёт. Была создана под руководством авиационного конструктора, эмигранта из России, Михаила Ваттера для замены летающей лодки Consolidated PBY Catalina. Представляла собой двухмоторную летающую лодку с большим свободнонесущим крылом типа чайка. Поверхность крыла и хвоста не имели внешних силовых элементов (как во многих других летающих лодках), что сильно повышало аэродинамические свойства самолёта. Для двухмоторного самолёта с поршневыми двигателями Маринер был настоящей громадиной — c глубоким фюзеляжем и размахом крыльев в 36 метра он легко затмевал четырёхмоторные бомбардировщики (у Boeing B-17 Flying Fortress размах крыла был на 4.5 метра меньше).
Первый самолёт PBM-1 был принят на вооружение ВМС США в сентябре 1940 года.
Состоял на вооружении авиации флота США, Берегового командования Великобритании (Mariner GR.Mk I), ВВС Австралии и Уругвая. Последнее боевое применение — в ходе войны в Корее, где самолёты этого типа использовались в качестве транспортных. Был снят с вооружения ВМС США в 1956 году. В других странах стоял на вооружении до 60-х годов.

## Боевое применение

### Корейская война
Всего в ходе войны было безвозвратно утеряно (в том числе списано) 15 самолетов.

## Основные модификации
- ХРВМ-1 — опытный образец со свободнонесущим крылом типа чайка, с убирающимися поплавками под крылом.
- РВМ-1 — начальный серийный вариант, отличался горизонтальным оперением с явно выраженным углом поперечного V, двумя килями; построено 20 самолётов.
- ХРВМ-1А — обозначение самолётов ХРВМ-1 с другим вооружением.
- ХРВМ-2 — единственный образец, аналогичный РВМ-1, но с увеличенным запасом топлива и приспособленный для запуска с катапульты.
- РВМ-3В — вариант РВМ-3, переданных Королевским ВВС Великобритании; это первая серийная модель РВМ-3, на которой использовались более крупные неубирающиеся поплавки; РВМ-3В оснащались двигателями R-2600-12 мощностью по 1700 л. с.
- РВМ-3С — серийная модель, в целом похожая на РВМ-3В; отличия — бронезащита, бомбовая нагрузка до 1814 кг и изменения в вооружении; построено 742 самолёта.
- РВМ-3D — как и РВМ-3С, серийная модель, но с более мощным двигателем R-2600-22, с поисковой РЛС, с протектированными топливными баками, с возможностью размещения до 3628 кг бомб, двух торпед; построен 201 самолёт.
- ХРВМ-3Е — обозначение одного самолёта РВМ-3, предназначенного для испытаний РЛС.
- РВМ-3R — транспортный вариант самолёта РВМ-3, без вооружения, с грузовой дверью, усиленным полом; построено 50 самолётов.
- РВМ-3S — противолодочная модель варианта РВМ-3С с дополнительным запасом топлива; могла нести четыре глубинные бомбы по 147 кг; построено 156 самолётов.
- ХРМВ-5 — два опытных самолёта, похожих на РВМ-3D, но с двигателями Pratt & Whitney R-2800-34 Double Wasp мощностью по 2100 л. с.

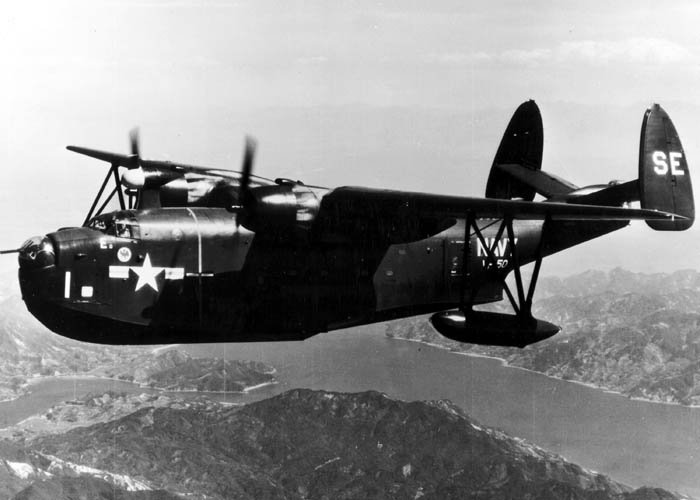
Мартин «Маринер» PBM-5.

- РВМ-5 — основная серийная модель, в целом похожа на ХРВМ-5, но с моторами R-2800-22 или 34; построен 631 самолёт.
- ХРВМ-5А — единственный образец варианта РВМ-5, самолет-амфибия. Модель получила убирающееся трехстоечное шасси.
- РВМ-5А — серийный вариант ХРВМ-5А; использовался главным образом Береговой охраной США для поисково-спасательных операций на море; построено 36 самолётов.
- РВМ-5Е — самолёты РВМ-5 с радаром AN/APS-15.
- РВМ-5G — новое обозначение четырёх самолётов РВМ-5, переданных Береговой охране США для поисково-спасательной службы.
- РВМ-5М — новое обозначение одного из самолётов РВМ-5Е, переоборудованного для испытания ракет.
- РВМ-5S — обозначение небольшой серии самолётов РВМ-5 с оборудованием для противолодочных операций.

В 1940—1941 основе увеличенной конструкции PBM был построен опытный гидросамолёт-гигант Martin Mars; два из пяти серийных образцов продолжают противопожарную службу по сей день (январь 2008).

## ТТХ

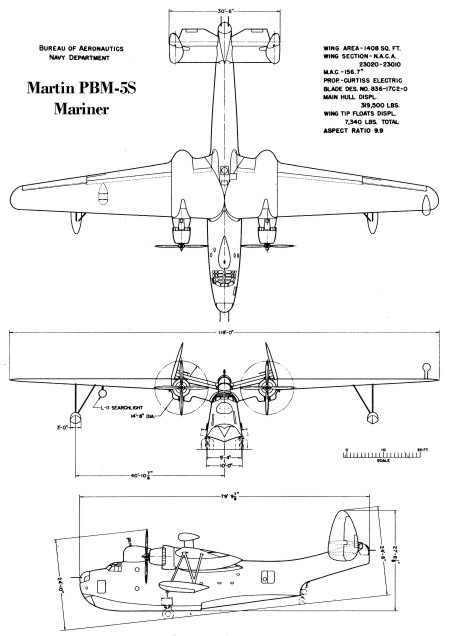
PBM-5S Mariner

Источник данных: Технические параметры, фото и данные о вооружении — для модификации PBM-3

Технические характеристики
- Экипаж: 7-11 чел.
- Длина: 24.38 м
- Размах крыла: 35.95 м
- Высота: 8.38 м
- Площадь крыла: 130.8 м²
- Масса пустого: 15 048 кг
- Максимальная взлётная масса: 26 310 кг
- Силовая установка: 2 × Wright R-2600-12(22) Cyclone

Лётные характеристики
- Максимальная скорость: 340 км/ч
- Крейсерская скорость: 278 км/ч
- Практическая дальность: 3605 км
- Практический потолок: 6035 м
- Скороподъёмность: 125 м/мин

Вооружение
- Стрелково-пушечное: 8 пулемётов 12,7 мм
- Боевая нагрузка: 3628 кг